# 米州人権条約
米州人権条約（べいしゅうじんけんじょうやく、英：American Convention on Human Rights）は、1969年にコスタリカにて米州機構によって制定され、1978年7月18日に発効した国際人権条約である。
欧州評議会による「人権と基本的自由の保護のための条約」に倣って米州機構加盟国に於ける基本的人権の法的保障の目的に制定された。現在中南米の24カ国が批准している。北米の2国（アメリカ合衆国とカナダ）そしてキューバは批准していない。

## 概要
当条約は11の章と82項目の条を持ち、そのうち第3条から第25条を加盟国の国民に保障される市民的、政治的権利（国際人権規約における「市民的及び政治的権利に関する国際規約（自由権規約）」に相当）に費やしている。第13条の5では自由権規約第20条を踏まえて、いかなる戦争宣伝も、あらゆる理由による暴力行為や差別行為の扇動の提唱を、法で処罰される犯罪とみなしている。　経済的、社会的、文化的権利については第26条にて漸進的な発展を述べるにとどまる。第4章の第27条の戦時や非常事態時の違反の許容は、第3条（人格の承認）、第4条（生存権）、第5条（人間の尊厳に即した待遇）、第6条（奴隷からの自由）、のみならず第9条（事後法からの自由）、第12条（良心、信教の自由）、第17条（家族の権利）、第18条（姓名を持つ権利）、第19条（児童の権利）、第20条（国籍を持つ権利）及び第23条（統治に参加する権利）の違反も禁止している点で自由権規約や欧州人権条約より厳格な条件を持つ。　第32条（権利と義務の関係）においては「全ての個人が家族、共同体、そして人類に対して責任を負う」ことを明記していることが特徴的である。
そして第7章の「米州人権委員会」の規定において、加盟国によりこの条約に反した人権蹂躙を受けた個人が「米州人権委員会」に通知し、法的保護（当事国に対する勧告、調停）を受けることが記されている。なおこの米州人権委員会は国際人権法全般の実現も任務としており、市民的及び政治的権利に関する国際規約の選択議定書、女子に対するあらゆる形態の差別の撤廃に関する条約の選択議定書、拷問等禁止条約の選択議定書、さらに障害者権利条約の選択議定書の米州人権条約加盟国レベルでの集団的批准にも貢献している。しかしながら第8章で規定される「米州人権裁判所」には、米州人権委員会（調停が不成功の場合）と加盟国（加盟国間の人権問題）のみが訴訟を起こすことができる。この点が「人権と基本的自由の保護のための条約（欧州人権条約）」との大きな違いである。
米州人権委員会（en:Inter-American Commission on Human Rights）の本部はワシントンD.C.に、米州人権裁判所（en:Inter-American Court of Human Rights）の本部はサンホセにある。
又この条約には2つの議定書、経済的、社会的、文化的、さらに障碍のある人の権利の保障を目的とした「経済的、社会的、文化的、障碍に関する附属議定書」と死刑廃止を定めた「死刑廃止に関する選択議定書」がある。前者は1988年11月17日に採択され、現在14国が批准、後者は1990年6月8日に採択され現在11カ国が批准している。なおアルゼンチン、メキシコ、ブラジルのように両方の議定書を批准している国と、一方の議定書にのみ批准している国が存在する。

## 関連事項
- 国際人権法